# Punk Rocksteady
Punk Rocksteady is het zevende studioalbum en tevens het eerste coveralbum van de Amerikaanse ska-punkband Mad Caddies. Het album werd uitgegeven op 15 juni 2015 door Fat Wreck Chords op cd en lp. Het werd uitgebracht vier jaar na de uitgave van het voorgaande studioalbum Dirty Rice, dat werd uitgegeven in 2014. Punk Rocksteady bestaat uit twaalf oorspronkelijk punknummers, geselecteerd door Fat Wreck Chords-eigenaar en NOFX-bassist Fat Mike, die ook het album heeft geproduceerd. De nummers zijn door Mad Caddies getransformeerd naar nieuwe versies met het kenmerkende reggaegeluid van de band, in plaats van de oorspronkelijke punkstijl. Ook heeft de band invloeden ontleend uit andere genres, zoals dancehall, rockmuziek, popmuziek, ska, Americana en meer. Het gehele album werd een dag voordat het werd uitgebracht beschikbaar gemaakt voor streamen.

## Nummers
1. "Sorrow" (Bad Religion) - 3:21
2. "Sleep Long" (Operation Ivy) - 2:06
3. "She" (Green Day) - 3:02
4. "…And We Thought That Nation-States Were a Bad Idea" (Propagandhi) - 2:24
5. "She’s Gone" (NOFX) - 3:47
6. "AM" (Tony Sly) - 2:24
7. "Alien 8" (Lagwagon) - 1:52
8. "Some Kinda Hate" (The Misfits) - 1:59
9. "2RAK005" (Bracket) - 2:48
10. "Sink, Florida, Sink" (Against Me!) - 2:45
11. "Jean is Dead" (Descendents) - 1:34
12. "Take Me Home (Piss Off)" (Snuff) - 4:04

## Band
- Graham Palmer - basgitaar
- Todd Rosenberg - drums, slagwerk
- Sascha Lazor - gitaar, banjo
- Dustin Lanker - orgel
- Eduardo Hernandez - trombone
- Chuck Robertson - zang, gitaar